# Poeta quadrinotata
Poeta quadrinotata là một loài bướm đêm trong họ Erebidae.